# Santino Maestri
Santino Maestri (Ceranova, 26 agosto 1938 – Pavia, 12 ottobre 2016) è stato un calciatore italiano, di ruolo attaccante.

## Carriera
Ha giocato in Serie A con le maglie di Palermo, Sampdoria e Brescia, collezionando complessivamente 43 presenze e 4 reti. Ha esordito in Serie A a Bologna il 27 agosto 1961 nella partita Bologna-Palermo (1-0). Con la maglia del Brescia ha conquistato inoltre la promozione in A nella stagione 1964-1965. Ha chiuso la carriera nella squadra in cui aveva dato i primi calci al pallone, il Pavia.

## Palmarès

### Club

#### Competizioni nazionali
- Serie B: 1

Brescia: 1964-1965